# Joseph Misrahi
Joseph Misrahi (1895 – 1975) foi um esgrimista egípcio que participou dos Jogos Olímpicos de Verão de 1924 e de 1928, sob a bandeira do Egito.